# Hysminai
Hysminai (Greacă veche : ὑσμῖναι  ; singular: ὑσμίνη hysmine „bătălie, conflict, luptă”  ) sunt figuri din mitologia greacă . Descendentele lui Eris, ele sunt personificări ale bătăliei.  